# Berbérust-Lias
Berbérust-Lias is een gemeente in het Franse departement Hautes-Pyrénées (regio Occitanie) en telt 54 inwoners (2009). De plaats maakt deel uit van het arrondissement Argelès-Gazost.

## Geografie
De oppervlakte van Berbérust-Lias bedraagt 6,0 km², de bevolkingsdichtheid is dus 9 inwoners per km².

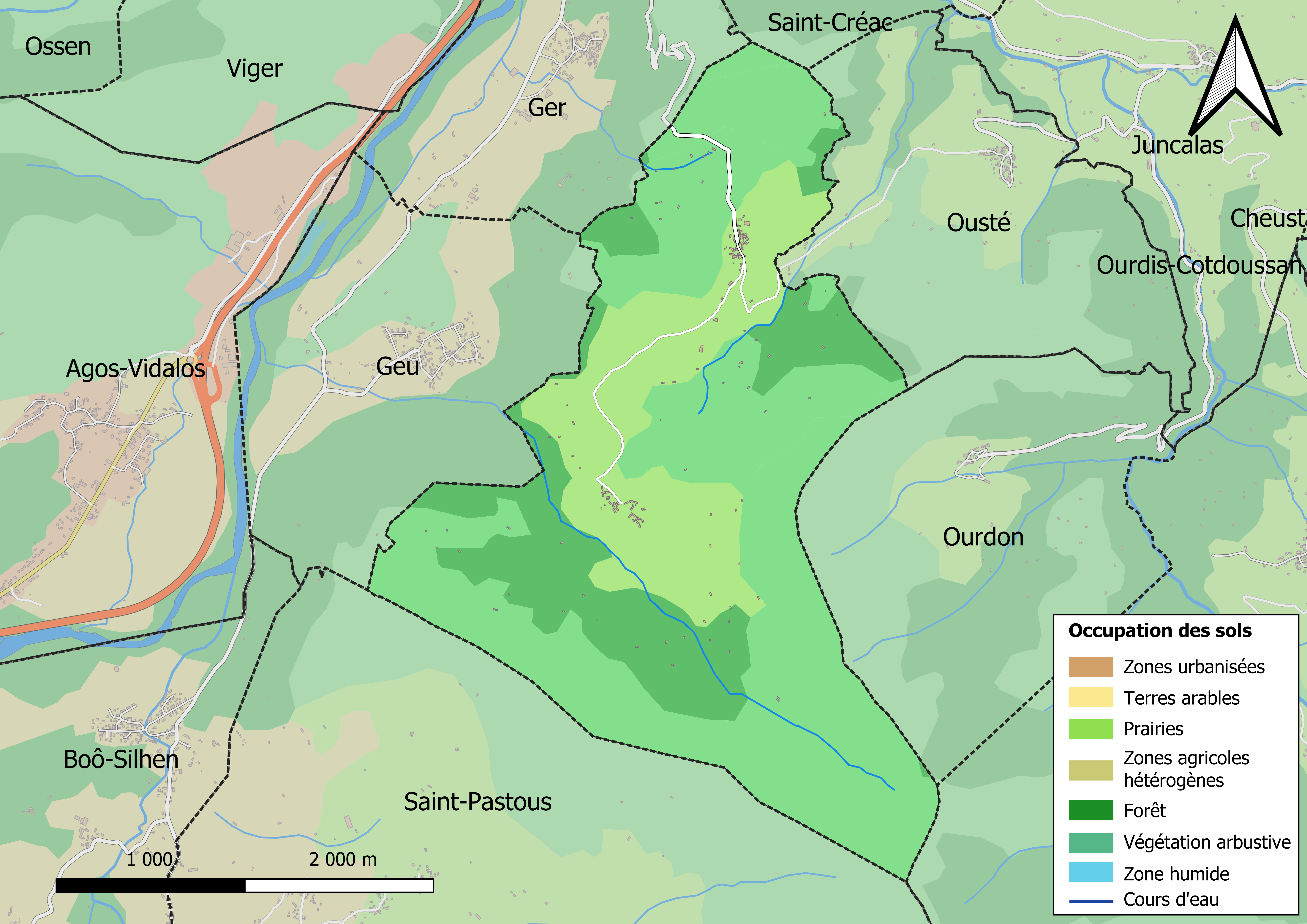
Kaart van de gemeente met belangrijkste infrastructuur, bodemgebruik en omliggende gemeenten

## Demografie
Onderstaande figuur toont het verloop van het inwonertal (bron: INSEE-tellingen).